# Subdivisões de Moçambique
Em termos administrativos, Moçambique está dividido em províncias e estas em distritos, que por sua vez se dividem em postos administrativos e estes em localidades, o nível mais baixo de representação do Estado Central. A estas divisões juntam-se, desde 1998, 53 autarquias locais, denominadas Municípios (as 23 cidades mais três vilas em cada província, excepto Maputo (cidade) que apenas tem uma unidade administrativa, o município e cidade do mesmo nome).
A divisão administrativa sofreu, com a independência nacional, algumas alterações tanto em termos de nomenclatura dos níveis como das unidades administrativas (regressando muitas delas a nomes anteriores com origens locais e removidas as conotações coloniais). Houve, contudo, uma certa continuidade quanto à divisão territorial propriamente dita, pois: os Distritos coloniais passaram a designar-se Províncias; os Concelhos e Circunscrições passaram a designar-se por Distritos e os Postos passaram a designar-se Localidades. Houve uma certa evolução desde 1975 com a criação de novos distritos e dos municípios, para além da reintrodução dos postos administrativos, extintos em 1975.

## Províncias

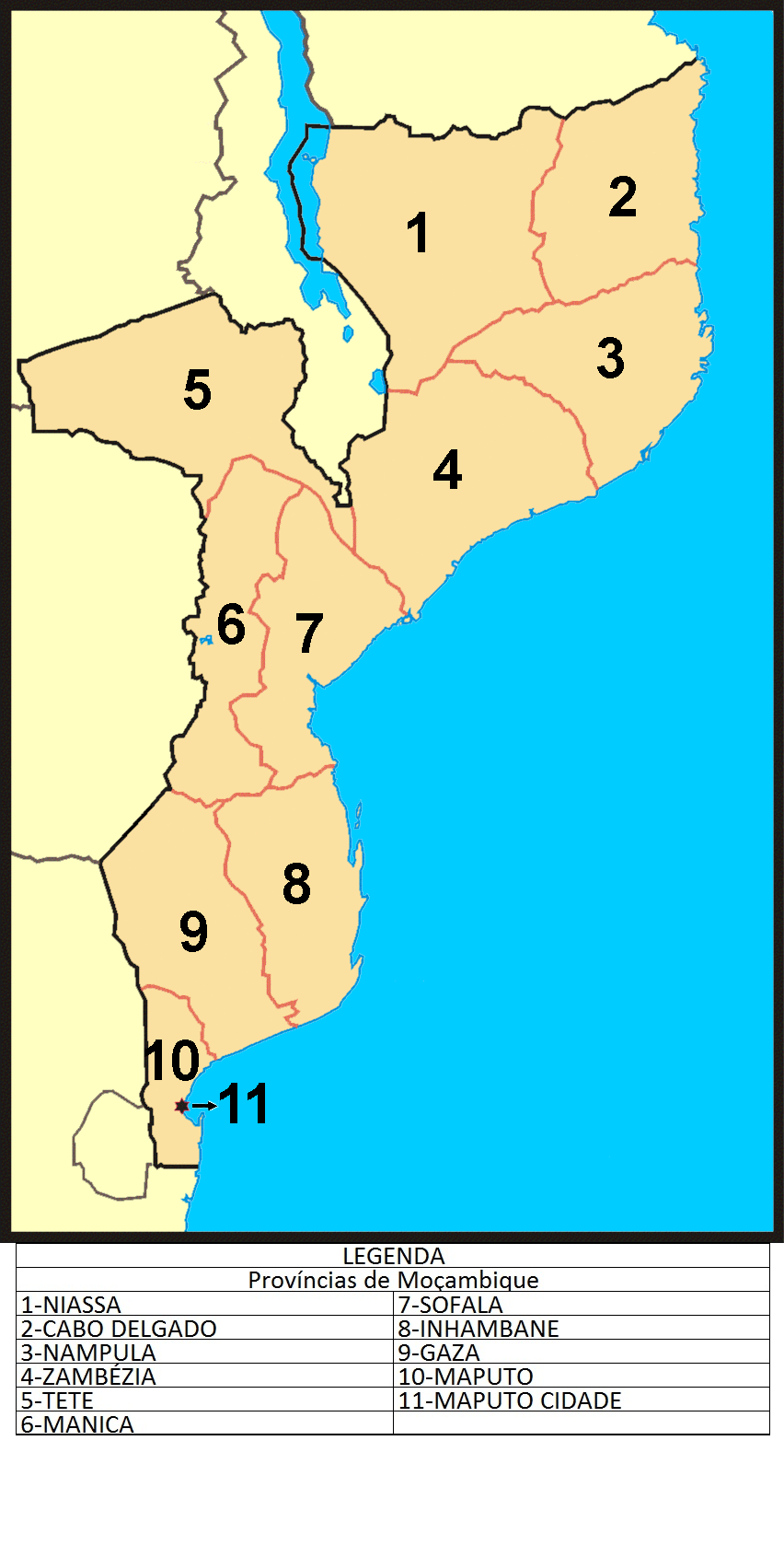
Províncias de Moçambique, Norte a Sul, por número com índice

Moçambique está dividido em onze províncias, incluindo a cidade de Maputo que tem estatuto de província e governador provincial. Contudo, é muito frequente, mesmo oficialmente, referir-se a Moçambique como tendo apenas dez províncias, devido a não ser feita a separação entre a cidade e a província de Maputo.
As províncias são administradas por governadores nomeados pelo Presidente da República. A governação provincial é monitorizada por Assembleias Provinciais. As primeiras eleições para estas assembleias, consagradas na Constituição de 2004, foram inicialmente marcadas para 16 de Janeiro de 2008, mas só foram realizadas em 28 de Outubro de 2009.
As onze províncias de Moçambique são, por ordem geográfica, de norte para sul:
1. Niassa
2. Cabo Delgado
3. Nampula
4. Zambézia
5. Tete
6. Manica
7. Sofala
8. Inhambane
9. Gaza
10. Maputo (província)
11. Maputo (cidade)

## Distritos

Distritos de Moçambique

Moçambique está também dividido em 154 distritos, os 128 que já existiam desde 1986, mais os 26 novos distritos criados desde então. Primeiro, 23 novos distritos foram criados pela da Assembleia da República em Março de 2013, cuja lei foi promulgada no final do mesmo ano. Destes novos distritos 10 coincidem com as capitais provinciais (menos a cidade de Maputo) e mais 13 novos distritos foram criados nas províncias de Manica, Nampula, Tete e Zambézia. Nesta reforma administrativa também se registou a mudança de nome de alguns distritos e transferências territoriais entre outros. Em 2016 dois novos distritos foram criados na província de Gaza.

## Postos administrativos
Moçambique está ainda dividido em 419 postos administrativos, com a criação em 2017 de 14 novos postos nas províncias da Zambézia, Tete e Gaza.

## Localidades
O nível local mais baixo, geograficamente, da administração central do estado é a localidade. Moçambique tem 1052 destas unidades.

## Municípios
Existem, desde 2023, 65 municípios em Moçambique, dos quais 33 foram criados em 1998, marcando o início de um processo de descentralização que deve levar ao estabelecimento progressivo de mais autarquias locais. Em 2 de abril de 2008, o governo moçambicano anunciou a criação de mais 10 municípios, um por província, e o mesmo processo se repetiu em 15 de Maio de 2013. Em 14 de Dezembro de 2022, a Assembleia da República aprovou a proposta de criação de 12 novas autarquias. Os municípios são as capitais provinciais (10), a cidade capital, também com estatuto provincial (Maputo), todas as outras cidades (12) e quatro vilas em cada província, excepto Cabo Delgado e Maputo com cinco cada (42).